# Image & Form
Image & Form International AB était un développeur de jeux vidéo suédois basé à Göteborg. La société a été fondée par Brjánn Sigurgeirsson en 1997 et a formé le groupe Thunderful avec Zoink en 2017. En 2020, Image & Form a été fusionné à Thunderful Development.

## Histoire
Image & Form a été fondée par Brjánn Sigurgeirsson, qui en était le PDG, et par un cofondateur anonyme en 1997,. Sigurgeirsson avait acquis de l'expérience dans la conception de sites Web après avoir travaillé à Tokyo et à San Francisco, et lorsqu'il a postulé et travaillé pour plusieurs emplois du même type à Göteborg, le duo a créé Image & Form en tant qu'entreprise multimédia et Web. Alors que Sigurgeirsson avait l'intention d'appeler la société Imagenation, son cofondateur a souhaité qu'elle s'appelle Monkey Business, un vote entre leurs amis devait résoudre cette nomination, bien qu'une troisième suggestion, "Image & Form", ait reçu le meilleur accueil.
L'entreprise s'est rapidement développée avec la production de jeux Web et, en 2002, elle a été engagée afin de terminer un projet de jeu ludo-éducatif pour un éditeur norvégien, une fois terminé, les deux sociétés ont continué à coopérer pour des jeux entièrement réalisés par Image & Form. Cela a continué comme activité secondaire pour Image & Form jusqu'en 2007, lorsque l'éditeur a demandé d'accélérer la production pour produire huit jeux par an, contre un jeu en 18 mois auparavant. La série a été vendue à un éditeur danois qui a finalement fermé ses portes en 2009. À la suite de ce développement, Image & Form a créé 30 jeux ludo-éducatifs de la même série entre 2007 et début 2010. La gamme d'Image & Form s'est diversifié lors de la sortie de son premier jeu iOS, Gyro the Sheepdog, fin 2009. À la suite de cela la société a également sorti Mariachi Hero, Hugo Troll Race et, en octobre 2011, Anthill. Sa série de jeux la plus aboutie, SteamWorld, a commencé avec la sortie de SteamWorld Tower Defense sur Nintendo DSi en 2010,. Vers fin 2011, Bergsala Holding a acquis 50 % d'Image & Form, qui est devenue sa principale branche de développement. En avril 2019, Image & Form compte 25 employés. En 2020, Thunderful (désormais nommé Thunderful Group) a fusionné Zoink avec Image & Form et Guru Games pour créer Thunderful Development.

## Jeux développés
| An   | Titre                               | Plateforme(s) |
| ---- | ----------------------------------- | --- |
| 2010 | SteamWorld Tower Defense            | Nintendo DSi, Nintendo 3DS                                                                                       |
| 2011 | Anthill                             | Android, iOS |
| 2013 | SteamWorld Dig                      | Linux, macOS, Microsoft Windows, Nintendo 3DS, Nintendo Switch, PlayStation 4, PlayStation Vita, Wii U, Xbox One |
| 2015 | SteamWorld Heist                    | iOS, Linux, macOS, Microsoft Windows, Nintendo 3DS, Nintendo Switch, PlayStation 4, PlayStation Vita, Wii U      |
| 2017 | SteamWorld Dig 2                    | Linux, macOS, Microsoft Windows, Nintendo 3DS, Nintendo Switch, PlayStation 4, PlayStation Vita, Xbox One        |
| 2019 | SteamWorld Quest: Hand of Gilgamech | Microsoft Windows, Nintendo Switch                                                                               |
| 2021 | The Gunk                            | Microsoft Windows, Xbox Series X, Xbox One                                                                       |